# Atentado con bombas incendiarias contra un autobús en Jericó

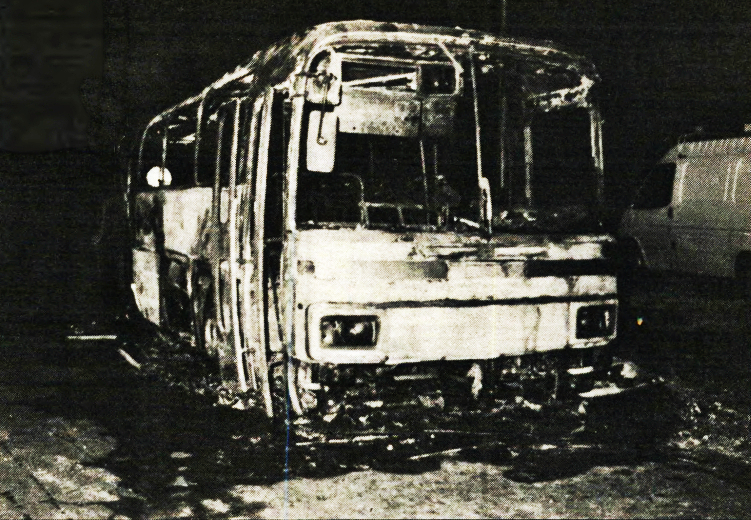
Línea de autobús Egged 961 fue incendiada en el cruce Ibrahim, cerca de Jericó, por tres cócteles molotov lanzados por palestinos.

El atentado con bombas incendiarias contra un autobús, fue un ataque palestino que tuvo lugar en 1988, durante la Primera Intifada, en las afueras de la ciudad  de Jericó. Dos palestinos  atacaron un autobús israelí Egged con bombas molotov y lo destruyeron. El resultado fue la muerte de cinco israelíes y otros cinco heridos. Ambos agresores fueron detenidos inmediatamente y  juzgados en Israel y con cadena perpetua. En 2013, fueron liberados como parte de la reanudación de las negociaciones de paz con la Autoridad Nacional Palestina.

## Atentado
En octubre de 1988, Jomaa Adam y Mahmoud Harbish atacaron un autobús Egged al norte de Jericó con cócteles molotov. Los atacantes, bloquearon el paso del autobús con piedras y cuando se detuvieron lanzaron en su interior al menos cinco bombas de petróleo.
Los miembros de la Autoridad Palestina estaban caminando en el momento en que bombardearon el autobús, después de haber sido encarcelados previamente por atacar israelíes con cócteles molotov. El autobús  viajaba de Tiberíades  a Jerusalén y allí estaban, además de los Bloom,  Rachel y Eliezer Weiss con sus tres hijos pequeños. Eliezer escapó vivo. Su esposa y sus hijos murieron en las llamas, y un soldado israelí, David Delarossa, quien no viajaba en el autobús pero intervino para tratar de salvarlos también falleció como consecuencia de la  inhalación de humo. En total cinco de las víctimas sobrevivieron. Los tres niños murieron quemados. Un soldado que era pasajero en el autobús dijo la mujer se negó a abandonar el autobús y dejar a sus hijos, diciendo que se quedaba porque tenía que proteger a sus hijos.
Los atacantes se aseguraron de que las heridas fueran lo más dolorosas posible al mezclar pegamento con la gasolina, causando que el líquido inflamable se pegara a la piel de las víctimas. Los estadounidenses Dov y Sandy Bloom, oriundos ciudad de Nueva York, fueron dos de las víctimas que sobrevivieron. Dov y Sandy Bloom vivían en ese momento en el kibbutz Maaleh Gilboa luego de hacer aliá. Estaban en el autobús yendo de vacaciones.
Dov Bloom relataba:

Los terroristas atacaron por la noche. Dejamos a sus hijos con los abuelos en el Kibbutz. Estábamos en el autobús cuando hubo un destelo y un boom. En un segundo, estábamos cubiertos con un líquido inflamable y estábamos ardiendo. Los terroristas lanzaron varias bombas incendiarias, y uno de ellos roto por nuestra ventana.El líquido inflamable se derramó sobre nosotros, y más tarde descrimos que los terroristas mezclaron pegamento con la gasolina para causar más dolor y quemaduras más severas. Nos las arreglamos para bajar del autobús, y dos pasajeros que estaban en el ejército, ayudaron a salir de las llamas, que nos infligieron quemaduras de segundo grado a los dos. Pasamos años de dolorosa recuperación con más operaciones e injertos de piel.